# Jaakko Tuominen
Jaakko Vilhelm Tuominen, född 9 oktober 1909 i Åbo, död 31 januari 1989 i Helsingfors, var en finländsk fysiker.
Tuominen, som var son till sjökapten Viktor Wilhelm Tuominen och Olga Johanna Penttinen, blev student 1928, filosofie kandidat 1932, filosofie magister 1933 samt filosofie licentiat och filosofie doktor 1938. Han företog forskningsresor till Sverige 1933, Tyskland 1934–1935, Norge 1936–1937, USA 1938–1940, Frankrike 1946–1948 och Nederländerna 1948–1950. Han var docent i astronomi vid Helsingfors universitet 1940–1951 och extra ordinarie personell professor där 1951–1974. 
Tuominen var assistent vid Åbo universitets astronomiska observatorium 1931–1932, vid Helsingfors universitets astronomiska observatorium 1941–1948 och prefekt för radioastronomiska stationen. Han publicerade ett 80-tal vetenskapliga artiklar, de flesta behandlar astrofysik. Han invaldes som ledamot av Finska Vetenskapsakademien 1957, av astronomiska sällskap i Tyskland 1934, Storbritannien 1955, Amerika 1956, Japan 1964, av Internationella astronomiska unionen 1946, blev korresponderande ledamot av Annales d'Astrophysique 1961. 